# Junior M.A.F.I.A.
Berry M.A.F.I.A. est un groupe de hip-hop américain, originaire de Brooklyn, dans l'État de New York. Le groupe est formé par The Notorious B.I.G. au début des années 1990 et publie son premier album, Conspiracy en 1995. Le succès des singles, Player's Anthem et Get Money aident à lancer la carrière solo de la rappeuse Lil' Kim. Le groupe se sépare en 1997 après la mort de Notorious B.I.G. Entre 2005 et 2007, le groupe fait quelques brèves apparitions, notamment avec la publication de l'album Riot Musik en 2005.

## Biographie

### Formation
Junior M.A.F.I.A est un acronyme de Junior Masters at Finding Intelligent Attitudes. Les membres du groupe sont tous des amis d'enfance de The Notorious B.I.G, et chacun d'entre eux est âgé de moins de vingt ans lorsque le groupe est formé. Il se forme à partir de trois groupes à part, et de deux musiciens solo. The 6s, ou 666, (Lil' Cease, Bugsy, Capone, Chico, et Nino Brown), The Snakes (les cousins Larceny et Trife), MC Klepto, et Lil' Kim, (alias Big Momma ou The Lieutenant), la seule musicienne du groupe. The 6s connaissait The Notorious B.I.G. avant qu'il ne se lance dans la musique. The Notorious B.I.G. agissait comme le « père fondateur » du groupe.

### Débuts et séparation
Le groupe publie son premier album, Conspiracy, en 1995, aux labels new-yorkais Big Beat Records et Undeas. L'album est produit dans la même veine que l'album Ready to Die de Notorious B.I.G. B.I.G. participe à quatre pistes de l'album, ce dernier qui parle notamment d'armes à feu, d'argent et de sexe. L'album fait participer DJ Clark Kent, EZ Elpee, Daddy-O, Akshun, et Special Ed. Conspiracy est positivement accueilli par la presse spécialisée, mais critiqué du fait que certains des membres du groupe ne montraient pas assez d'individualité. Il atteint la huitième place du Billboard 200, et se vend à 69 000 exemplaires une semaine après sa publication, et est par la suite certifié disque d'or par la RIAA.
Le premier single, Player’s Anthem, produit par DJ Clark Kent, et en featuring avec The Notorious B.I.G., est certifié disque d'or. Le clip du titre montre le groupe à bord d'un hélicoptère. L'album se popularise également grâce au titre Get Money, un duo entre Notorious B.I.G. et Lil' Kim, et à son remix de Gettin' Money, avec Lil' Cease, B.I.G. et Lil' Kim. Le single est certifié disque de platine et aide à lancer la carrière solo de Kim. I Need You Tonight, avec Aaliyah, est le seul single de l'album à ne pas faire participer The Notorious B.I.G.
À la suite du décès de Notorious B.I.G. en 1997, le groupe se sépare. Dans une entrevue avec Notorious B.I.G., effectuée en 1995 mais publiée en 2003 par XXL Magazine, il annonce son souhait de se retirer du rap en 2000 afin de se consacrer à la carrière de Junior M.A.F.I.A. En 2005, trois des sept anciens membres du groupe, Lil' Cease, MC Klepto et Larceny (désormais Banger), publient un album, Riot Musik, sous le nom de Junior M.A.F.I.A.. L'album n'atteint pas le succès contrairement au premier opus, mais atteint la 61e des Billboard R&B/Hip-Hop Albums, et la 50e des Top Independent Albums. En 2006, un documentaire intitulé Reality Check: Junior Mafia vs. Lil' Kim est publié. Le 26 mars 2007, le trio publie un autre album, Die Anyway, mais n'atteint aucun classement.

## Discographie

### Albums studio
- 1995 : Conspiracy
- 2005 : Riot Musik
- 2007 : Die Anyway

### Compilation
- 2004 : The Best of Junior M.A.F.I.A.

## Filmographie
- 2004 : Chronicles of Junior M.A.F.I.A.
- 2006 : Reality Check: Junior Mafia vs. Lil Kim
- 2007 : Life After Death: The Movie
- 2009 : Notorious